# San Potito, Nápoles

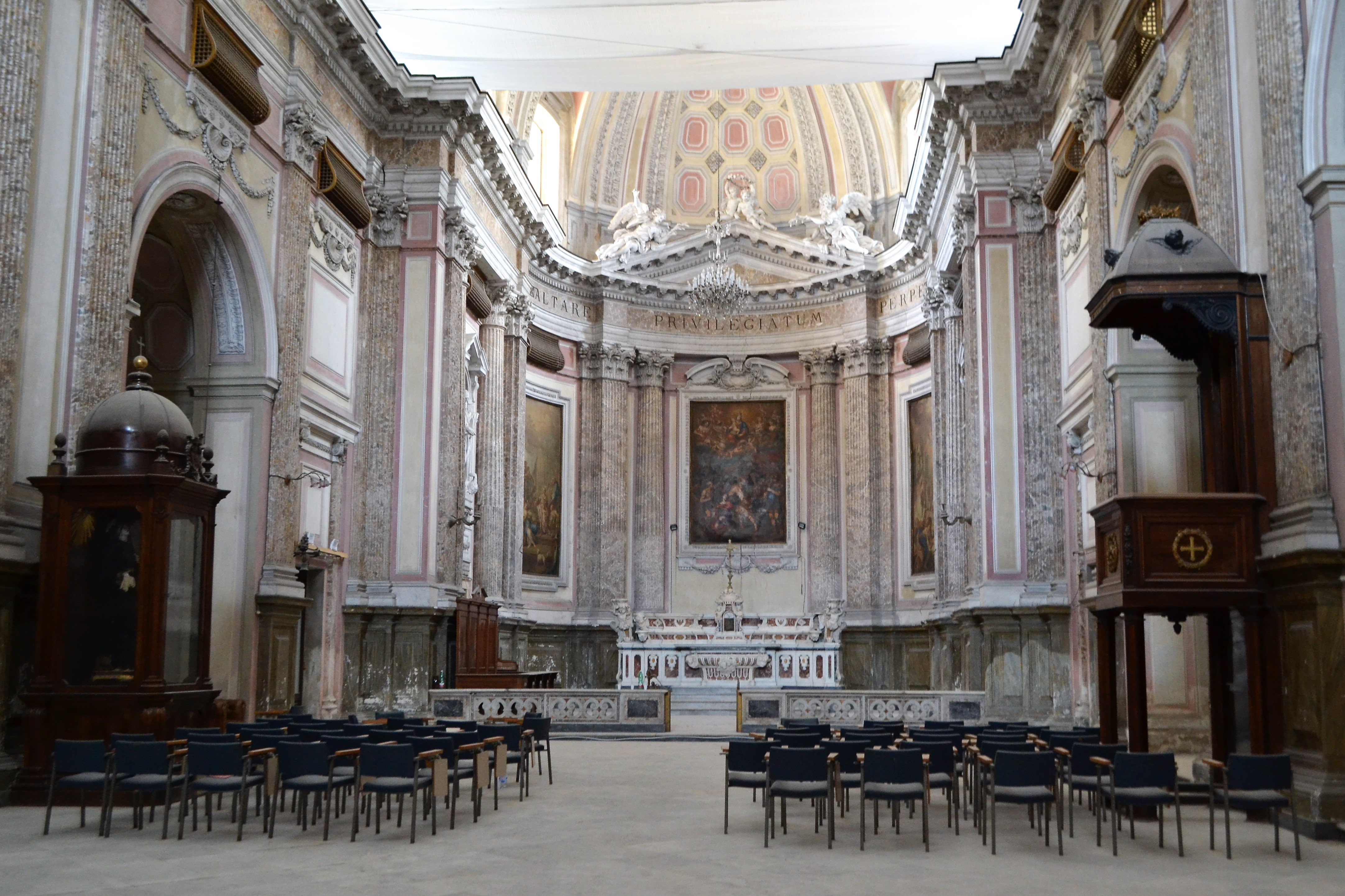
Interior de la iglesia

San Potito es una iglesia en Nápoles dedicada al personaje del mismo nombre, quien fue torturado hasta la muerte en Épiro o Ascoli en el año 166. Se encuentra en la colina de San Potito en la calle Tommaso Salvatori.
Fue construida en la primera mitad del siglo XVII en estilo manierista según los planos de Pietro de Marino. Fue concebido como iglesia del monasterio para una comunidad de benedictinos que inicialmente había sido fundada como basilianos. Los edificios del monasterio fueron restaurados en 1780. Durante las guerras napoleónicas y la invación francesa de Italia, las tierras y los bienes del monasterio fueron confiscados y los monjes fueron expulsados en 1809 bajo el mando de Joachim Murat, trasladándose algunos de ellos a la iglesia de San Gregorio Armeno. Los edificios del monasterio fueron transformados en cuartel de infantería y más tarde en cuartel de carabineros . La iglesia todavía está desacralizada y cerrada al público.
Tiene una sola nave con tres capillas a cada lado. El interior está decorado con estucos, aunque su elemento más destacado es su altar mayor construido en el siglo XVIII. El retablo mayor está coronado por tres pinturas: San Potito atravesado por un clavo ardiente haciendo que el emperador Antonino comparta su dolor de Niccolò de Simone (1654), flanqueado por San Potito derribando un ídolo de Giacinto Diano (1784) y San Potito curando la locura de Inés, la hija de Antonino. Diano también pintó una representación de la Inmaculada Concepción en 1791 en la tercera capilla a la derecha, mientras que en la primera capilla a la derecha se encuentra Nuestra Señora del Rosario de Luca Giordano (1663-1665). En la primera capilla a la izquierda se encuentra un Calvario del siglo XVII, la segunda capilla a la izquierda tiene estucos que representan a San Cayetano y la tercera capilla a la izquierda tiene una pintura de Nuestra Señora con los Santos Antonio el Grande y Roque de Andrea Vaccaro . La sacristía contiene dos pinturas de Pacecco de Rosa y Domenico Mondo.